# Kalme (Jõgeva)
Kalme est un village de la commune de Põltsamaa du comté de Jõgeva en Estonie.
Au 31 décembre 2011, il compte 87 habitants.